# Lophocolea morobeana
Lophocolea morobeana là một loài Rêu trong họ Lophocoleaceae. Loài này được Piippo mô tả khoa học đầu tiên năm 1985.